# دون تالبرت
دون تالبرت (بالإنجليزية: Don Talbert)‏ هو لاعب كرة قدم أمريكية أمريكي، ولد في 1 مارس 1939 في لويزفيل في الولايات المتحدة.

## وصلات خارجية
- دون تالبرت على موقع مرجع كرة القدم المحترفة.كوم (الإنجليزية)